# تپه چغا سیفل
تپه چغا سیفل مربوط به دوره نوسنگی - برتر - عصر آهن است و در شهرستان نورآباد، بین روستای ایرانشهر، زلیوا واقع شده و این اثر در تاریخ ۵ آذر ۱۳۸۰ با شمارهٔ ثبت ۴۲۶۵ به‌عنوان یکی از آثار ملی ایران به ثبت رسیده است.